# Del Norte (Colorado)
Pour les articles homonymes, voir Del Norte.
La ville de Del Norte est le siège du comté de Rio Grande, situé dans le Colorado, aux États-Unis.
Selon le recensement de 2010, Del Norte compte 1 686 habitants. La municipalité s'étend sur 1,01 milles carrés (2,62 km2).
Le nom de la ville provient de l'espagnol Rio Grande del Norte (Río Grande du Nord).

## Démographie
| 1880 | 1890 | 1900 | 1910 | 1920  | 1930  |
| ---- | ---- | ---- | ---- | ----- | ----- |
| 729  | 736  | 705  | 840  | 1 007 | 1 410 |

| 1940  | 1950  | 1960  | 1970  | 1980  | 1990  |
| ----- | ----- | ----- | ----- | ----- | ----- |
| 1 923 | 2 048 | 1 856 | 1 569 | 1 709 | 1 674 |

| 2000  | 2010  | - | - | - | - |
| ----- | ----- | - | - | - | - |
| 1 705 | 1 686 | - | - | - | - |